# Peter im Tierpark
Peter im Tierpark ist der Titel eines Gemäldes und die bekannteste Arbeit des deutschen Malers und Grafikers Harald Hakenbeck (* 1926). Es ist im Besitz der Staatlichen Kunstsammlungen Dresden und wird in der Galerie Neue Meister in Dresden ausgestellt. Das Bild zählt neben Walter Womackas Werk „Am Strand“ zu den verbreitetsten und beliebtesten Werken der DDR-Malerei.

## Beschreibung
Auf dem Bild steht ein etwa vierjähriger Junge bildfüllend in der Mitte des Motivs. Er trägt eine geknöpfte, leuchtend blaue Jacke und eine Mütze mit Ohrenklappen – die Hände sind tief in den Jackentaschen vergraben. Der Blick des Jungen geht ruhig und ernst direkt zum Betrachter. Im Hintergrund sind die Stämme und kahlen Äste von Bäumen zu sehen, ein immergrüner Baum und auf dem schneebedeckten Boden zwei Wildschweine, ein Kamel und ein Pfau.
Peter im Tierpark ist in Öl auf Leinwand in Mischtechnik ausgeführt und hat das Format 66 × 46 cm. Die gut erkennbare Signatur des Künstlers befindet sich in der unteren linken Ecke.

## Entstehung und Geschichte
Das Gemälde stellt Peter, den Sohn des Künstlers dar, der im Tierpark Berlin steht. Gemalt hat Hakenbeck es 1960 in angemieteten Räumen in der Nähe seiner Wohnung in Berlin.
Im September 1962 wurde das Bild erstmals in Dresden auf der Fünften Deutschen Kunstausstellung gezeigt und noch im selben Jahr vom Ministerium für Kultur angekauft. Heute befindet es sich als Dauerleihgabe der Bundesrepublik Deutschland in den Staatlichen Kunstsammlungen Dresden und wird in der Gemäldegalerie Neue Meister ausgestellt.
Das Original wurde mehrfach in Sonderausstellungen gezeigt, zuletzt von Juni 2018 bis Januar 2019 in der Ausstellung Ostdeutsche Malerei und Skulptur 1949–1990 der Staatlichen Kunstgalerie in Dresden.

## Rezeption

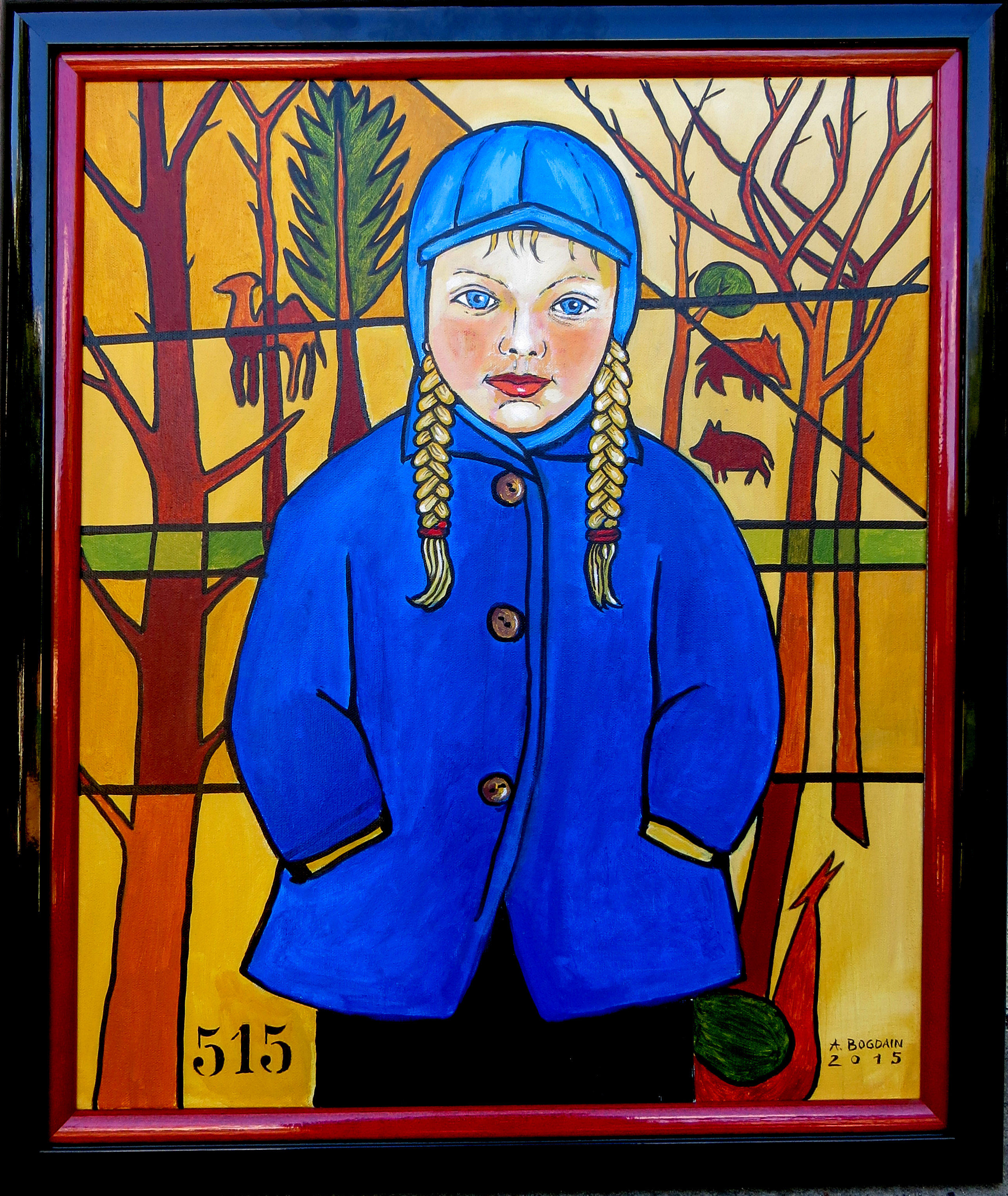
„Petra im Tierpark“ von Andreas Bogdain

Das Bild eroberte die Herzen der Ausstellungsbesucher im Sturm und verhalf dem Künstler zum Durchbruch. Gelobt wurde insbesondere die Darstellung des „kindlichen Daseins“ und der „Volkstümlichkeit“. Neben „Am Strand“ von Walter Womacka zählt das Bild zu den am häufigsten veröffentlichten Motiven zeitgenössischer Malerei der DDR. Reproduktionen des Bildes befanden sich häufig in Kindergärten und Schulen, und es wurde vielfach in Schulbüchern der Fächer Deutsch, Kunsterziehung und Geschichte abgedruckt. Auch auf Postkarten und Kunstdrucken war es weit verbreitet.
Die Deutsche Post der DDR emittierte am 29. März 1967 „Peter im Tierpark“ als Sondermarke mit dem Frankaturwert von 25 Pfennig. Die von Axel Bengs entworfene Marke gehörte zur vierteiligen Briefmarkenserie „Gemäldegalerie Dresden“ und wurde in einer Auflage von vier Millionen Stück gedruckt.
Der Künstler Moritz Götze fertigte in den Jahren 2003 bis 2005 mehrere Interpretationen des Bildes an, die an das Original angelehnt sind. Im Jahr 2015 malte Andreas Bogdain das Bild Petra im Tierpark als Hommage an Harald Hakenbeck.

## Ausstellungen (Auswahl)
- 2012/2013: Geteilt | Ungeteilt. Kunst in Deutschland 1945 bis 2010., Galerie Neue Meister im Albertinum, Dresden[13]
- 2014: Bilder machen Schule – Kunstwerke aus DDR-Schulbüchern, Rostocker Kunsthalle[14] (Prospekt)
- 2018/2019: Ostdeutsche Malerei und Skulptur 1949–1990, Albertinum, Staatliche Kunstsammlungen Dresden[15]